# Болотня (Вишгородський район)
Боло́тня — село в Україні, у Іванківській селищній громаді Вишгородського району Київської області.

## Історія
Назва походить від однойменної річки. Час виникнення села невстановлений, проте можна припустити, що це відбулося у XVIII, а можливо й у першій половині XIX ст. Адже у XIX ст. Болотня була зовсім маленьким селом. Триверстна карта 1867—1868 років фіксує у Болотні лише 7 дворів. За даними Лаврентія Похилевича, на початку 1860-х років у селі Болотня Радомисльського повіту мешкало лише 38 осіб, а 1887 р. — лише 58. На річці був водяний млин.
1900 року у селі Болотня Іванківської волості налічувалося 17 дворів, мешкало 104 особи.
7 (20) листопада 1917 року, відповідно до Третього Універсалу Української Центральної Ради, увійшло до складу Української Народної Республіки.
За даними 1926 р., у Болотні налічувалося 54 двори, мешкало 277 осіб — 250 українців та 27 поляків.
За даними перепису 2001 року в Болотні проживала 341 особа. Поштовий індекс — 07201. Телефонний код — 4591. Село має площу 0,7 км². Код КОАТУУ — 3222055101.
12 червня 2020 року, відповідно до розпорядження Кабінету Міністрів України № 715-р «Про визначення адміністративних центрів та затвердження територій територіальних громад Київської області», увійшло до складу Іванківської селищної територіальної громади.
19 липня 2020 року, в результаті адміністративно-територіальної реформи та ліквідації Іванківського району, село увійшло до складу новоутвореного Вишгородського району.
З кінця лютого до 1 квітня 2022 року село було окуповане російськими військами.

## Населення

### Мова
Розподіл населення за рідною мовою за даними перепису 2001 року:
| Мова       | Відсоток |
| ---------- | -------- |
| українська | 99,41%   |
| російська  | 0,59%    |

## Видатні люди
- Примаченко Марія Оксентіївна (1909, Болотня – 1997, Болотня) — народна художниця України, представниця «наївного мистецтва», лауреатка Національної премії України ім. Т. Г. Шевченка.
- Примаченко Федір Васильович (24.03.1941 — 07.08.2008) — заслужений художник України (1998), майстер декоративного розпису, лауреат Всесоюзного фестивалю самодіяльного мистецтва (1967), учасник Всесоюзної виставки творів самодіяльних художників (срібна медаль), лауреат премії ім. К. Білокур (2000), нагороджений орденом «За заслуги» III ступеня (2001).

## Виноски
1. ↑  Болотня / books // Сказания о населенных местностях Киевской губернии
2. ↑  SpNasMestKG 1900 [Архівовано 28 серпня 2017 у Wayback Machine.] на стор. X (pdf 10), 1074 (pdf 1155).
3. ↑  (IІІ) УНІВЕРСАЛ УКРАЇНСЬКОЇ ЦЕНТРАЛЬНОЇ РАДИ. static.rada.gov.ua. Процитовано 16 липня 2025.
4. ↑  РОЗПОРЯДЖЕННЯ  від 12 червня 2020 р. № 715-р «Про визначення адміністративних центрів та затвердження територій територіальних громад Київської області».
5. ↑  Постанова Верховної Ради України від 17 липня 2020 року № 807-IX «Про утворення та ліквідацію районів»
6. ↑  російські окупанти зруйнували будинок племінниці Марії Примаченко. tsn.ua. 20.05.2022.
7. ↑  2 квітня: вся Київська область звільнена від окупантів!. pereiaslav.city. 02.04.2022.
8. ↑  Рідні мови в об'єднаних територіальних громадах України — Український центр суспільних даних